# António Mendes Bello

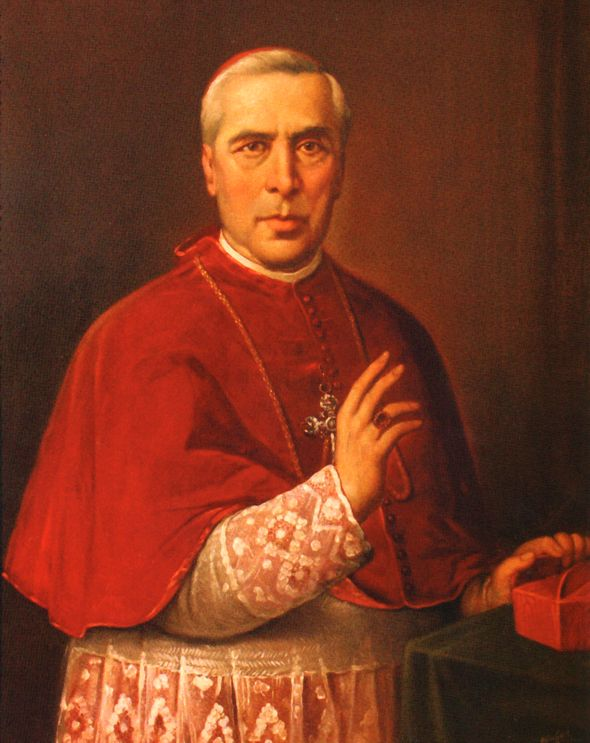
Patriarch Bello

Wappen als Patriarch von Lissabon

António I. Mendes Bello (* 18. Juni 1842 in Gouveia, Portugal; † 5. August 1929 in Lissabon) war Erzbischof und Patriarch von Lissabon sowie Kardinal.

## Leben
António Mendes Bello studierte die Fächer Katholische Theologie und Philosophie an der Universität Coimbra und empfing am 10. Juni 1865 das Sakrament der Priesterweihe. Mit erst 23 Jahren wurde er Generalvikar des Bistums Funchal und Theologieprofessor am Seminar von Pinhel. Von 1874 bis 1881 war er Generalvikar des Bistums Pinhel, ab 1881 der Diözese Aveiro. 1881 wurde er dann Generalvikar des Erzbistums Lissabon.
1884 ernannte ihn Papst Leo XIII. zunächst zum Titularerzbischof von Mitylene und Weihbischof in Lissabon. Die Bischofsweihe spendete ihm am 27. April 1884 der damalige Patriarch von Lissabon, José Sebastião Neto. Noch im gleichen Jahr wurde er zum Bischof von Faro ernannt.
1907 wurde António Mendes Bello Patriarch von Lissabon. Papst Pius X. ernannte ihn 1911 in pectore zum Kardinal. Die Proklamation erfolgte 1914 und die Aufnahme als Kardinalpriester mit der Titelkirche Santi Marcellino e Pietro in das Kardinalskollegium fand am 25. Mai 1914 statt. Von 1911 bis 1913 musste António Mendes Bello sein Bistum verlassen, da es Auseinandersetzungen zwischen der Kirche und dem Staat Portugal gab. 1922 wurde Kardinal Bello Mitglied der Portugiesischen Akademie der Wissenschaften.
António Mendes Bello starb am 5. August 1929 in Lissabon und wurde in der Kirche São Vicente de Fora beigesetzt.